# Carmageddon: Reincarnation
Carmageddon: Reincarnation (раније позната као Carmageddon 4) четврта је аутомобилска борбена игра унутар серијала Carmageddon. Игра је направила фирма Stainless Games, која је такође развила и Carmageddon и Carmageddon II: Carpocalypse Now.

## Развој
Финансијски извештај 2003. године открива да је Carmageddon 4 био у процесу развоја. Програмери који су радили на развоју игре су - Visual Sciences, који су такође развили и Carmageddon TV за Gizmondo конзолу. Издавачи су потврдили да Take-Two Interactive's новоформирани део 2K Games (иако је исти део под називом програмерима исти као и оригинални Carmageddon издавачи - SCi). Веома мало информација се знало о игри све до касне 2005. године, када су се удружили издавачи - SCi и Eidos Interactive. Даљи развој је стављен на чекање из неодређених разлога. Претпостављало се да је игра касније конзервирана, како није било нових информација о њој све до тог времена, и Eidos је пребацио фокус рада на друге пројекте.
Године 2011, након куповине права у серији, од садашњих власника ауторских права - Square Enix Europe, оригинални Carmageddon развојни тим Stainless Games је открио да је видео игра Carmageddon била у раној фази развоја. Од тада бројних концепата дела игре и тест екрани саме игре су пуштени на званичном сајту. У плану је било да се видео игра пусти (изда) путем дигиталног преузимања.
Дана 8. маја 2012. године најављено је на званичном сајту Carmageddon: Reincarnation да ће се видео игра финансирати преко Kickstarter-а, са обећањем да ће игра изаћи у фебруару 2013. године на Steam-у, иако још увек није био доступан за већину присталица. Stainless Games је имао за циљ да заради 400.000 америчких долара (£250,000) путем Kickstarter-а да би успели да направе видео игру. Људи који су донирали више од 1000 америчких долара за пројекат су имали шансу да се "појаве" у игри. Циљ да се скупи 400.000 америчких долара је остварен за 10 дана, када је објављено да ће ако пројекат скупи 600.000 америчких долара онда имати Mac и Linux верзију игре. Овај нови циљ је постигнуг 6. јуна 2012. године - укупно је сакупљено путем донација $625,143.
Stainless је послао мејлове Kickstarter донаторима са вестима о развоју саме игре, са истим садржајем као што је раније објављено на Carmageddon званичном веб-сајту. 20. децембра 2012. године, Stainless Games су обавестили своје присталице са новим вестима - да проширују подручје саме игре, али да ће "најбољи део 2013. године" бити да све те промене уграде, померајући датум изласка игре.
Дана 20. марта 2013. године, појавила се вест да би игра могла добити додатну инвестицију од  $3,5 милиона од Bullfrog оснивача Les Edgar у замену за то да игра буде издата и за конзоле наредне генерације.
Дана 26. септембра 2013. године, је објављено да ће раније приступ игри преко Steam-а бити могућ у првом кварталу 2014. године.
Дана 31. децембра 2013. године, Stainless Games је покренуо нови блог на њиховом званичном веб-сајту који показује вешање аутомобила које се користи у самој игри .
1. фебруара 2014. године, Stainless Games је објавио вест о технологију оштећења која се користи у игри. Вест садржи видео клип који показује јачину саме деструкције аутомобила (испумпане гуме, поломљени делови, увијање/савијање шасије). Од 27. марта 2014. године било је могуће да добијете раније приступ игри путем Steam-а. Ко год је донирао 25 америчких долара или више током Kickstarter камапње био је у могућности да добије ранији приступ игри и то верзији игре која још није била ни у алфи 13. марта 2014. године.[9]

Дана 30. јануара 2015. године, Stainless Games је најавио да ће званична бета верзија игре бити објављена 14. фебруара, под називом  "Масакр на дан заљубљених".
Дана 18. марта 2015. године, Stainless Games је најавио да ће финална верзија игре бити објављена 23. априла 2015. године.
Дана 16. априла 2015. године, објавили су да је игри потребно још додатно сређивање и да се датум помера за месец дана касније, 21. мај 2015. године.
Дана 21. маја 2015. године, коначна верзија Carmageddon Reincarnation је изашла за Windows путем Steam-а.
За сада, нема никаквих информација у вези са Mac и Linux верзијама игре.

## Рецепција
PC верзија видео игре је добила 56% позитивних оцена на Metacritic-у.